# Groebertherium
Groebertherium — рід дріолестоїдних ссавців з пізньокрейдяних формацій Лос-Аламітос і Аллен в Аргентині. Він не тісно пов'язаний з іншими сучасними дріолестоїдами, всі з яких є частиною клади Meridiolestida.

## Класифікація
Rougier та ін. 2011, наприклад, відновлює його як члена Dryolestidae, що робить його реліктовим, що вижив у цій кладі з розривом у 40 мільйонів років відносно до наймолодших північних дріолестид, тоді як Harper et al. У 2018 році виявлено, що він трохи ближче до Meridiolestida, ніж до північних дріолестоїдів.

## Палеобіологія
Groebertherium зберігає парастилярний гачок на моляриформних зубах. Тому, швидше за все, він був менш спеціалізованим на поперечному (з боку в бік) жуванні. Він був досить схожий на Dryolestes, що вказує на схожий спосіб життя подібний до тенрека або їжака.